# Tmarus bisectus
Tmarus bisectus là một loài nhện trong họ Thomisidae.
Loài này thuộc chi Tmarus. Tmarus bisectus được miêu tả năm 1944 bởi Piza.